# A Yank in the R.A.F.
A Yank in the R.A.F. (bra: Um Ianque na R.A.F.) é um filme estadunidense de 1941 dirigido por Henry King e estrelado por Tyrone Power e Betty Grable.

## Sinopse
No início da 2ª Guerra Mundial, Tim Baker (Tyrone Power), piloto americano, perde o emprego ao levar um avião para o Canadá, violando o Ato de Neutralidade. Logo a seguir, recebe uma oferta para transportar um avião para a Inglaterra por US$ 1.000. Em Londres, ao encontrar uma antiga namorada, Carol Brown (Betty Grable), apresentando-se num "nightclub" londrino, ele decide permanecer na Inglaterra e se alistar na Real Força Aérea.

## Produção
Os títulos de trabalho para este filme foram: "The Eagle Flies Again" e "The Eagle Squadron". De acordo com informações dos arquivos da Twentieth Century-Fox, o contorno original da história para o filme, datado de 25 de outubro de 1940 e intitulado "O Esquadrão Águia", foi ditado pelo produtor da companhia Darryl F. Zanuck. "Melville Crossman", que é creditado como autor da "história original" na tela de créditos, era pseudônimo de Zanuck. 
Na história original, o personagem "Tim Baker" é morto no final, a cena foi aparentemente filmada, mas no entanto, o público protestou contra a morte do personagem de Tyrone Power, e o final feliz no filme prevaleceu. Os arquivos do estúdio também indicam que um casamento entre os personagens "Tim Baker" e "Carol Brown", interpretada por Betty Grable, foi planejado para o final do filme depois que "Tim" é encontrado vivo. 
O roteiro foi baseado nas façanhas dos voluntários americanos na Real Força Aérea. Segundo o Instituto Americano de Cinema, os atores Henry Fonda, Don Ameche e Mary Beth Hughes estavam escalados para aparecer como estrelas do filme. De acordo com os registros Robert Hopkins trabalhou em um "esboço inicial da história" intitulado "A Águia Voa Outra Vez", mas a sua contribuição para o filme não foi confirmada. Phillip Reed foi testado para um papel no filme, e Ronald Sinclair foi incluído no elenco.

## Elenco
- Tyrone Power ... Tim Baker
- Betty Grable ... Carol Brown
- John Sutton ... tenente-coronel John Morley
- Reginald Gardiner ... diretor de voo Roger Pillby
- Donald Stuart ... cabo Harry Baker
- Ralph Byrd ... Al
- Richard Fraser ... Thorndyke
- Denis Green ... tenente Redmond
- Bruce Lester ... tenente Richardson
- Gilchrist Stuart ... Wales
- Lester Matthews ... Capitão do grupo
- Frederick Worlock ... Major canadense
- Ethel Griffies ... Mulher de Fitzhugh
- Fortunio Bonanova
- James Craven ... Instrutor